# Marianna Arzumanova
Marianna Arzumanova (1. ledna 1977, Moskva) je divadelní režisérka, autorka, herečka, pedagožka, tanečnice a lektorka argentinského tanga, zakladatelka a ředitelka Divadla MA, Letní Grébovky s Divadlem MA a bývalá redaktorka Rádia Svobodná Evropa.

## Biografie
Narodila se v Moskvě, je arménsko-židovsko-německého původu, má české a izraelské občanství. Vystudovala Ruskou akademii divadelního umění v Moskvě. Ihned po akademii hrála v Moskevských divadlech. V letech 1995–2007 pracovala na rádiu Svobodná Evropa v Moskvě, a poté i v Praze, kde v rámci kulturní rubriky uváděla několik pořadů.
Od roku 2010 se věnuje argentinskému tangu, učila ho v Praze ve škole Buenos Aires Tango a na čas odjela do Buenos Aires, aby pronikla do jeho principů ve studiu Rodolfa Dinzela. V tangu našla přímé paralely s hereckým systémem, který studovala v Moskvě. Po návratu do Prahy založila vlastní Divadlo Marianny Arzumanové, nyní známé jako Divadlo MA, ve kterém píše a režíruje převážně vlastní autorské hry a vyučuje hereckou výchovu podle systému Stanislavského a Vachtangova. Část herců účinkujících v jejím divadle prošla její výukou; spolupracuje také s absolventy a studenty Pražské konzervatoře či AMU.
Se souborem, který založila v roce 2013, hostovala na scénách Divadla v Celetné, Divadla v Řeznické, Divadla Na Prádle, Divadla Kolowrat, D21 a Divadla Františka Troníčka a Malé scéně Divadla na Vinohradech. V září roku 2020 otevřela vlastní divadelní scénu Divadlo MA v Žitné ulici 41, na Praze 1.
V roce 2020 založila letní divadelní festival v Grottě v Havlíčkových sadech, jenž nyní nese název Letní Gébovka s Divadlem MA.
V roce 2022 zinscenovala hru Address Unknown v obsazení Jevgenije Kissina a Thomase Hampsona na hudebním festivalu Verbier. Inscenaci uvedla také v New Yorku, Ženevě, Londýně, Schloss Elmau a v českém obsazení také v Tel Avivu.
Od roku 2023 soubor Divadlo MA hraje na staronové domovské scéně v Divadle v Celetné.
Od roku 2023 pracuje na doktorské dizertaci na Ústavu teorie scénické tvorby na DAMU.
Soubor Divadla MA je pod uměleckým patronátem ruského klavíristy Jevgenije Kissina.